# أوميتيبي
أوميتيبي هي جزيرة تتكون من بركانين يرتفعان من بحيرة نيكاراغوا في جمهورية نيكاراغوا. اسمها مشتق من الكلمات ناواتل ome (اثنين) و tepetl (الجبل) ، والتي تعني «جبلين». وهي أكبر جزيرة في بحيرة نيكاراغوا.
البركانان (المعروفان باسم Volcán Concepción و Volcán Maderas) ينضم إليهما برزخ منخفض لتشكيل جزيرة واحدة على شكل ساعة رملية أو دمبل أو فول سوداني. تبلغ مساحة أوميتيبي 276 كيلومتر مربع (107 ميل مربع). يبلغ طولها 31 كيلومترًا (19 ميل) وعرضها من 5 إلى 10 كيلومترات (3.1 إلى 6.2 ميل). تتمتع الجزيرة باقتصاد يعتمد على الثروة الحيوانية والزراعة والسياحة. الموز هو المحصول الرئيسي.

## السكان
أصبحت الجزيرة مسكونة لأول مرة (c.2000 قبل الميلاد - 500 قبل الميلاد) ، على الرغم من أن الأدلة مشكوك فيها. أول السكان المعروفين كانوا من المتحدثين بلغات الماكرو شيبشان. لا يزال من الممكن العثور على آثار هذا الماضي في النقوش الصخرية والأصنام الحجرية على المنحدرات الشمالية لبركان ماديراس. أقدم تاريخ من 300 ق. بعد عدة قرون ، أنشأ مواطنو Chorotega تماثيل على أوميتيبي منحوتة من صخور البازلت.
بعد أن غزا الإسبان منطقة أمريكا الوسطى في القرن السادس عشر ، بدأ القراصنة يجوبون بحيرة نيكاراجوا. جاءوا من البحر الكاريبي عبر نهر سان خوان. أصيب سكان أوميتيبي إصابة شديدة. اختطف القراصنة النساء وسرقوا حيوانات السكان وممتلكاتهم وحصادهم وأقاموا مستوطنات على الشاطئ ، مما جعلهم ملجأ لهم. هذا جعل السكان المحليين ينتقلون إلى مناطق أعلى على البراكين بحثًا عن مأوى. تم تسوية الجزيرة أخيرًا من قبل الغزاة الإسبان في نهاية القرن السادس عشر.
أهم القرى في الجزيرة هي التاجراسيا ، على الجانب الشمالي الشرقي ، و مويوجالبا ، مع مرفأها على الجانب الشمالي الغربي من الجزيرة. هاتان القريتان هما مركز البلديتين والجزيرة مقسمة بينهما. تم الحفاظ على العديد من التقاليد على قيد الحياة ، وبالتالي يحتفل سكان أوميتيبي بمهرجانات دينية وشعبية أكثر من أي مكان آخر في نيكاراغوا.
اليوم ، تقوم أوميتيبي بتطوير السياحة والسياحة البيئية ، مع ماضيها الأثري ومكافأة طبيعتها ، والنباتات الغريبة ، وحياة الحيوانات والطيور كأوراق رسم. تم افتتاح مطار جديد (رمز مطار إياتا MNLP) في عام 2014.